# Арцибашева Валентина Петрівна
Валентина Петрівна Арцибашева (нар. 9 лютого 1943, місто Білопілля, тепер Білопільського району Сумської області) — українська радянська діячка, стернярка Білопільського машинобудівного заводу Сумської області. Депутат Верховної Ради УРСР 11-го скликання.

## Біографія
Освіта середня.
У 1961—1962 роках — робітниця Білопільського плодоовочевого консервно-сушильного заводу Сумської області.
З 1962 року — стернярка Білопільського машинобудівного заводу Сумської області.
Потім — на пенсії у місті Білопілля Сумської області.

## Нагороди
- ордени
- медалі